# داني أوبراين
داني أوبراين (بالإنجليزية: Danny O'Brien)‏ (12 مارس 1996 في المملكة المتحدة - ) هو لاعب كرة قدم بريطاني في مركز الوسط. لعب مع نادي ريكسهام وويغان أتلتيك.

## وصلات خارجية
- داني أوبراين على موقع قاعدة بيانات كرة القدم.إي يو (الإنجليزية)
- داني أوبراين على موقع Soccerway.com (الإنجليزية)